# دینا بنتی
دِیْنا بِنْتِی (انگلیسی: Dana Boente؛ زادهٔ ۷ فوریهٔ ۱۹۵۴) یک سیاست‌مدار اهل آمریکا است. او دادستان کل موقت این کشور پیش از رای اعتماد جف سشنز بود؛ و پیش از انتصاب دادستان فدرال در ناحیه شرقی ویرجینیا بوده‌است.
جف سشنز پس از انتشار خبر دیدار او با سفیر روسیه و عدم اشاره به آن در جلسه بررسی رای اعتماد خود در سنا، اختیارات دادستان کل را در ۲ مارس ۲۰۱۷ در خصوص تحقیق در خصوص کمپین ترامپ و نقش روسیه به بنتی تفویض کرد.

## ابتدای زندگی و تحصیلات
بونته در سال ۱۹۵۴ در کارلینویل، ایلینوی به دنیا آمد. وی در سال ۱۹۷۶ موفق به اخذ درجه کارشناسی در رشته مدیریت کسب و کار از دانشگاه سنت لوئیس شد. یکسال پس از آن وی مدرک ام‌بی‌ای خود را از همان دانشگاه دریافت کرد.